# Кембридж Юнайтед
«Кембридж Юнайтед» (англ. «Cambridge United Football Club») — англійський професіональний футбольний клуб з міста Кембридж, графство Кембриджшир. Заснований 1912 року під назвою «Еббі Юнайтед» (англ. «Abbey United»), сучасна назва — з 1951 року. Домашні матчі проводить на стадіоні «Еббі» місткістю 8 127 осіб, з яких 4 376 мають змогу сидіти.